# Matelea matogrossensis
Matelea matogrossensis är en oleanderväxtart som beskrevs av J. Fontella Pereira. Matelea matogrossensis ingår i släktet Matelea och familjen oleanderväxter. Inga underarter finns listade i Catalogue of Life.